# Light Car Company
La Light Car Company fu una casa automobilistica britannica.

## Storia
L'azienda, fondata nel 1991 da Gordon Murray e Chris Craft, nel 2007 produsse il suo ultimo veicolo: la Light Car Company Rocket, questa vettura ricorda le monoposto di Formula 1 di inizio anni 60, il propulsore era un motore FJ1200 a 4 cilindri alimentato a benzina in linea di provenienza Yamaha che sviluppava una potenza di circa 169 CV e 117 Nm di coppia.
Questa monoposto dalla straordinaria maneggevolezza e dallo spazio di arresto minimo, uniti alla possibilità di raggiungere i 10,500 G/min, rendono l'esperienza di guida estremamente elettrizzante. Il prezzo elevato, tuttavia, ne ha limitato il successo commerciale.
Per quanto riguarda le prestazioni la Rocket raggiunge i 215 km/h di velocità massima e ha un'accelerazione da 0 a 100 km/h di circa 5,5 secondi.